# Acacia caudata
Acacia caudata é uma espécie de leguminosa do gênero Acacia, pertencente à família Fabaceae.